# Bordes de la Bastida
Les Bordes de la Bastida és una antiga caseria de bordes del terme municipal de Sarroca de Bellera, al Pallars Jussà.
Situades a 1,2 km al sud-sud-oest del poble del qual depenien, la Bastida de Bellera, són actualment abandonades. Estan repartides en dues carenes paral·leles que davallen de la Bastida de Bellera cap a la vall del riu Bòssia, la Vall de Bellera.
Només queden restes d'algunes de les bordes. A la carena de més a ponent hi ha la borda de Joanico, i la borda de Ricou; a la de més a llevant, les de Mateu i d'Antoni.